# El Mujal (Navars)
El Mujal, (de vegades escrit incorrectament com el Mojal), és un poble del municipi de Navars, situat a l'esquerra de la riera de Mujal i al costat de l'antic camí de la sal de Cardona a Vic. En el seu terme s'han localitzat restes arqueològiques de l'Edat dels Metalls i d'Època Romana.
La primera referència documental és del 938. Antiga quadra, el 1358 era possessió de la ciutat de Manresa, que la vengué el 1370 als Peguera, després senyors de Castelladral. Més tard fou un castell, que des del segle xiv va pertànyer als senyors de Balsareny.
L'església de la Santa Creu fou parròquia fins als primers anys del nostre segle, quan passà a dependre de Navars. Tingué Sant Genís de Masadella com a sufragània. Era un poble rural dispers format pels masos Bartomeus, l'Oliva, Santacreu, el Solà i la Torra, que fou la casa-castell. Al llarg dels segles xviii i xix hi va créixer un nucli concentrat.
L'any 2006 tenia 58 habitants.

## Geografia

### Riera de Mujal
Aquesta riera situada a l'oest de Navars és un afluent del Llobregat per la dreta. Neix a Viver i desemboca a Balsareny.

## Santa Creu del Mujal
És una església d'origen romànic; en queda la porta d'entrar adovellada. L'edifici actual és d'estil gòtic. A l'altar major, s'hi conserva una interessant decoració barroca sobre guix.

## Festa Major
Té lloc el diumenge més proper al 14 de setembre, Exaltació de la Santa Creu. S'hi celebra una missa, un aperitiu popular i ball de Festa Major a la tarda.
Anys enrere es feia una Pedalada Popular Mountain-Bike, organitzada per l'Associació de Veïns La Llar del Mujal i la Cursa Atlètica a càrrec del Club Atlètic Peus Plans.